# Алькасер (Іспанія)
Алькасер, Алкасер (ісп. Alcácer (офіційна назва), валенс. Alcàsser) — муніципалітет в Іспанії, у складі автономної спільноти Валенсія, у провінції Валенсія. Населення — 9309 осіб (2010).

## Географія
Муніципалітет розташований на відстані близько 300 км на схід від Мадрида, 12 км на південний захід від Валенсії.

## Демографія
Динаміка населення (INE ):

## Галерея зображень

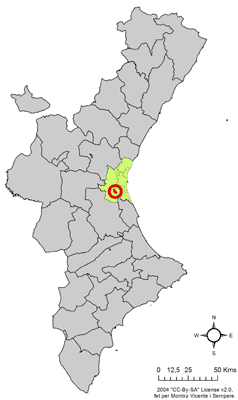
Розташування муніципалітету Алькасер у автономній спільноті Валенсія
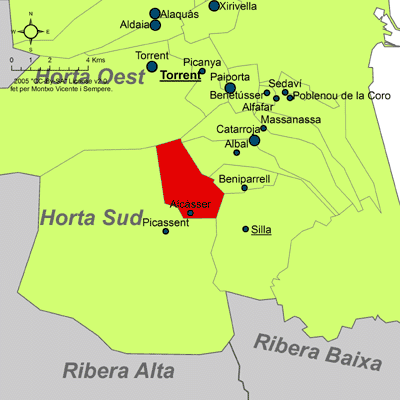
Розташування муніципалітету Алькасер у комарці Уерта-Сур